# Neckera perpinnata
Neckera perpinnata är en bladmossart som beskrevs av Jules Cardot och Thériot 1911. Neckera perpinnata ingår i släktet fjädermossor, och familjen Neckeraceae. Inga underarter finns listade i Catalogue of Life.